# Trung Dũng (Đồng Nai)
Trung Dũng is een phường van Biên Hòa, de hoofdstad van de provincie Đồng Nai.